# リディマ・パンディ
リディマ・パンディ（英語: Ridhima Pandey,2009年 - ）は、気候変動に対する行動を訴えるインドの環境活動家。

## 概要
パンディは、インド北部の州、ウッタラーカンド州ハリドワールに住んでいる。彼の父ディネッシュパンディはウッタラーカンド州で16年間活動してきた気候活動家でもある。9歳のとき、インド政府に対して「気候変動と戦うための十分な措置を講じなかった」として訴訟を起こした。

## 国連児童の権利委員会への人権侵害申立て
ノルウェーのビザをオスロに申請する際、彼女は若い気候活動家のための組織について聞いた。彼女は組織に近づき、 2019年の国連気候変動行動サミットのために ニューヨーク国連本部に行く一人に選ばれた。サミット中、2019年9月23日、パンディは、グレタ・トゥーンベリ、アヤカ・メリサファ、アレクサンドリア・ヴィラセニョールを含む他の15人の子供たちと一緒に、アルゼンチン、ブラジル、フランス、ドイツ、トルコの 5 つの国が不作為による破滅的な結果を認識しているにもかかわらず、二酸化炭素排出量を減少させることを怠ったことを非難し、これらの国が気候危機に適切に対処することに失敗することにより、児童の権利条約に違反するとして国連の児童の権利委員会に苦情を申し立てた。

## BBC100人の女性
パンディは 2020年11月23日に発表されたBBCの100人の女性のリストにあげられた。